# Rollercar - Sessanta secondi e vai!
Rollercar - Sessanta secondi e vai! è un cult movie d'azione del 1974, prodotto, scritto, diretto e interpretato da H. B. Halicki. Il film è stato elevato a "cult" negli Stati Uniti, dove ne è stato diretto un remake nel 2000, intitolato Fuori in 60 secondi. Visto il successo di questa pellicola, nel 1982 il regista Halicki ne diresse un séguito, inedito in Italia ed intitolato The Junkman.

## Trama
L'assicuratore Maindrian Pace ed il suo team conducono una doppia vita: in una sono onesti uomini d'affari, nell'altra spericolati ladri d'auto. Nascono problemi solo quando un signore della droga sudamericano paga Pace affinché rubi 48 auto per conto suo; l'ultima auto che devono rubare è una Ford Mustang del 1973. Pace si prepara ad effettuare il furto dell'auto, chiamata in codice "Eleanor", a Long Beach, ma non sa che il suo socio ha avvertito la polizia come vendetta in seguito ad un litigio tra loro: ciò porterà Pace ad un inseguimento che attraverserà cinque città per condurlo alla fuga.

## Curiosità
- La scena principale dura circa 40 minuti e consiste in un lungo inseguimento (il più lungo della storia del cinema[1][2]) attraverso 5 città diverse, nei dintorni di Los Angeles. Durante questa scena vennero distrutte 93 automobili[3][4].
- Per mantenere basso il budget del film, Halicki ha scritturato nel cast amici e parenti, senza rivolgersi ad attori professionisti. Anche i poliziotti, i vigili del fuoco, i paramedici e gli altri operatori non sono attori, ma sono tutte persone realmente occupate nelle suddette professioni, come addirittura il sindaco di Carson Sak Yamamoto, che compare nel ruolo di se stesso.
- Molti incidenti presenti nel film non erano previsti dalla sceneggiatura, ma sono capitati per errore durante le riprese e inseriti in fase di montaggio: infatti le strade non erano state chiuse al traffico, e le riprese si svolsero durante la normale circolazione di veicoli. In uno di questi incidenti Halicki stesso si ruppe una gamba, mentre molti dei civili feriti ripresi durante la scena dell'inseguimento erano reali cittadini che, ignari, con le proprie auto erano stati coinvolti nelle carambole degli stuntmen.

## Citazioni in altre pellicole
- In Pulp Fiction di Quentin Tarantino (1994), il rapinatore Zucchino prende il suo soprannome proprio da uno dei protagonisti della pellicola di Halicki.
- In Kill Bill: Volume 1 di Quentin Tarantino (2003), Earl McGraw (Michael Parks) sfoggia una collezione di occhiali da sole sul cruscotto della sua auto identica alla collezione di occhiali di Maindrian Pace.
- In Grindhouse - A prova di morte di Quentin Tarantino (2007), Kim (Tracie Thoms) accenna più volte alla pellicola e la compara con il remake di Dominic Sena, definendo quest'ultimo «quella cagata con Angelina Jolie!».
- Nella serie TV Breaking Bad, nell'episodio 5x01 "Live Free or Die", il protagonista Walter White (Bryan Cranston) fa esplicito riferimento a questa pellicola dicendo «In 60 seconds we'll be gone», ovvero «In 60 secondi ce ne saremo andati».